# 科凱邁基河

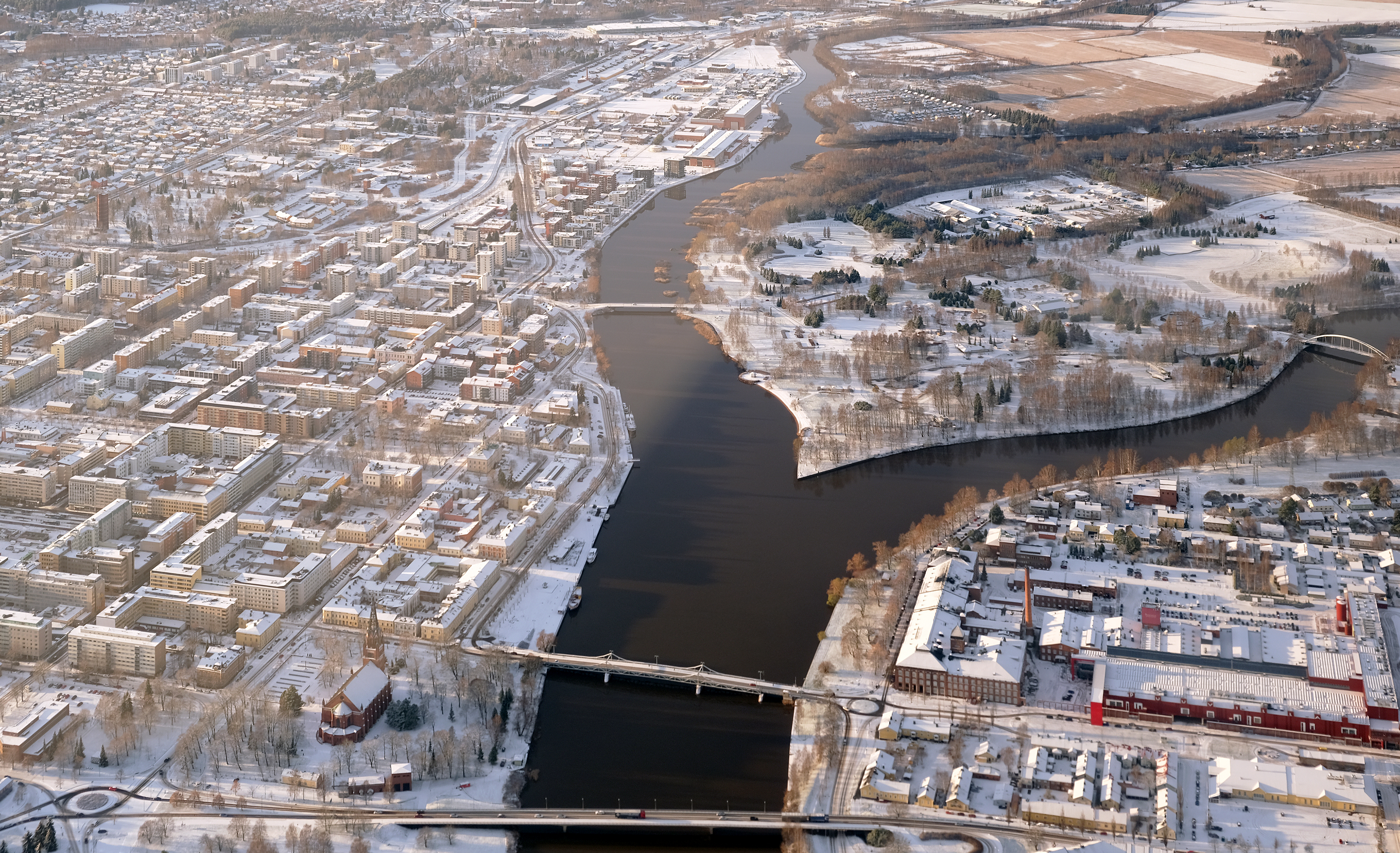
波里城区的河段

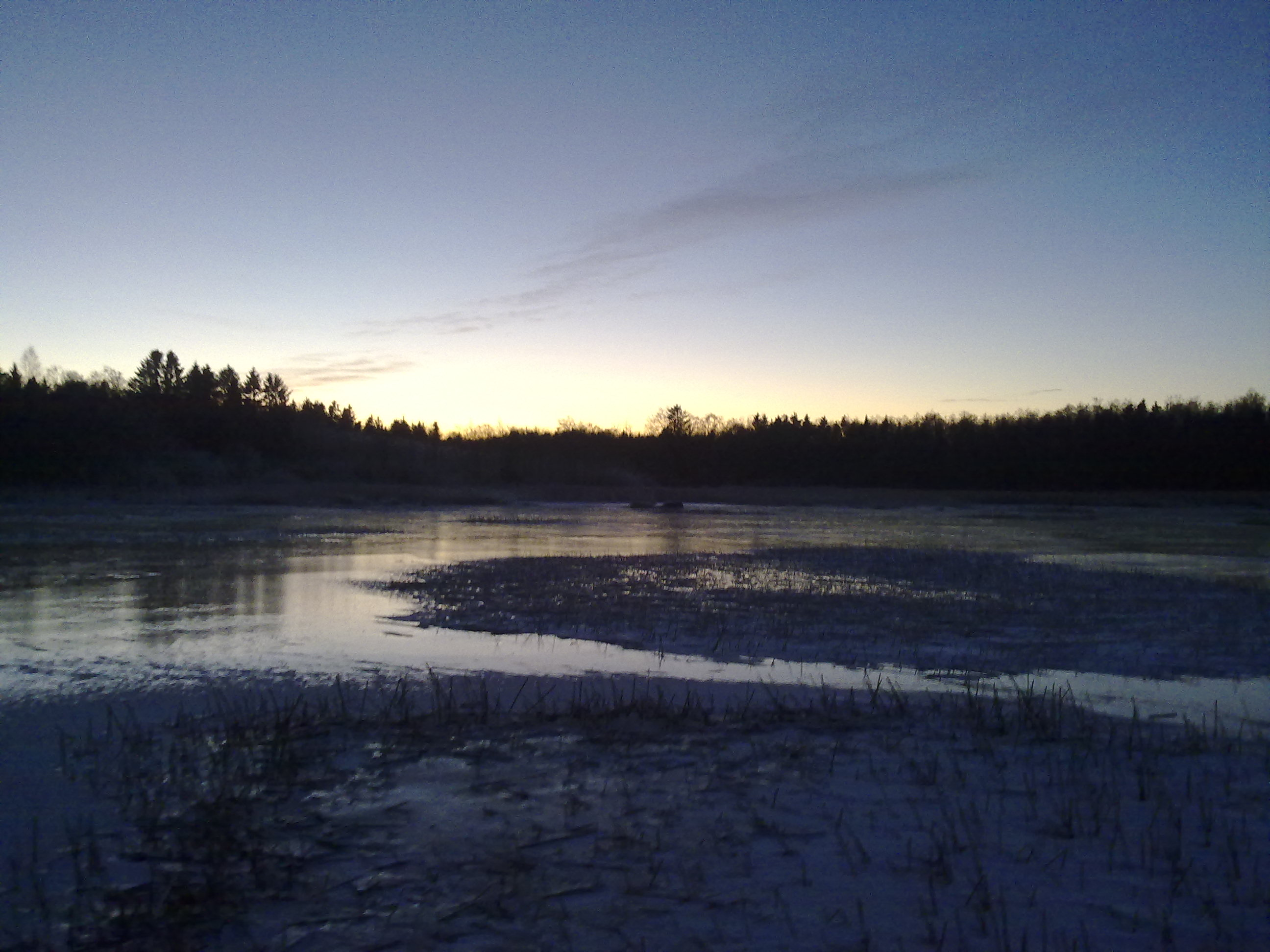

科凱邁基河（芬蘭語：Kokemäenjoki）是芬蘭的河流，位於該國西南部，發源自皮尔坎马区，河道全長121公里，流域面積27,046平方公里，平均流量每秒240立方米，最終在萨塔昆塔区注入波的尼亞灣。

## 外部連結
- 科凯迈基河渔业服务网站 （页面存档备份，存于） （文）

61°33′N 21°42′E / 61.550°N 21.700°E